# Only My Railgun
Az Only My Railgun (stilizálva only my railgun) a fripSide japán együttes kislemeze, amely 2009. november 4-én jelent meg Japánban a Geneon Universal Entertainment gondozásában. A dal a Toaru kagaku no Railgun animesorozat első nyitódala és egyben a fripSide első dala a Railgun franchise-ban. A lemezen megtalálható a fripSide Late in Autumn című dala is. Mindkét dalt Jaginuma Szatosi (Sat) komponálta és az Only My Railgun az első fripSide-dal, amelyen már Nandzsó Josino éneke hallható. Az Only My Railgun dalszövegét Yuki-ka, a Late in Autumn-ét Nandzsó Josino és Yuki-ka írta. Only My Railgun és a Late in Autumn megtalálható az Infinite Synthesis című albumon is.
A CD limitált kiadásához egy DVD is megjelent, amelyen a dal készítésének körülményeiről található egy werkfilm, illetve promóciós filmeket is tartalmaz. A CD-lemez borítóján a Toaru kagaku no Railgun két főszereplője, Miszaka Mikoto és Sirai Kuroko látható.

## Számlista
| CD (GNCA-0151/GNCA-0152) | CD (GNCA-0151/GNCA-0152)         | CD (GNCA-0151/GNCA-0152) | CD (GNCA-0151/GNCA-0152) | CD (GNCA-0151/GNCA-0152) | CD (GNCA-0151/GNCA-0152) | CD (GNCA-0151/GNCA-0152) | CD (GNCA-0151/GNCA-0152) | CD (GNCA-0151/GNCA-0152) | CD (GNCA-0151/GNCA-0152) |
| #                        | Cím                              | Dalszöveg                | Zene                     | Hossz                    |                          |                          |                          |                          |                          |
| ------------------------ | -------------------------------- | ------------------------ | ------------------------ | ------------------------ | ------------------------ | ------------------------ | ------------------------ | ------------------------ | ------------------------ |
| 1.                       | Only My Railgun                  | Yuki-ka                  | Jaginuma Szatosi (Sat)   | 4:17                     |                          |                          |                          |                          |                          |
| 2.                       | Late in Autumn                   | Nandzsó Josino, Yuki-ka  | Jaginuma Szatosi (Sat)   | 6:09                     |                          |                          |                          |                          |                          |
| 3.                       | Only My Railgun (instrumentális) | –                        | Jaginuma Szatosi (Sat)   | 4:16                     |                          |                          |                          |                          |                          |
| 4.                       | Late in Autumn (instrumentális)  | –                        | Jaginuma Szatosi (Sat)   | 6:06                     |                          |                          |                          |                          |                          |
| 20:48                    |                                  |                          |                          |                          |                          |                          |                          |                          |                          |

| 1. | Only My Railgun (PV)      |  |
| 2. | Only My Railgun (Making)  |  |
| 3. | SPOT (In Stores Now ver.) |  |
| 4. | SPOT (Special ver.)       |  |

## Fogadtatás
Az Only My Railgun 2009 novemberében az Oricon kislemez eladási listáján a 3. helyen nyitott. Összesen 64 hétig volt listán és 92 741 példányt adtak el belőle. 2010-ben a 15. Animation Kobe díjátadón az Radio Kansai Awarddal díjazták, mint a legjobb témazenét. A 2010-es Animelo Mixen első díjat kapott Csaku-uta Full (’teljes hosszúságú csengőhang’) kategóriában.